# 村橋久成
村橋 久成（むらはし ひさなり）は、幕末の薩摩藩士、開拓使官吏。英国留学時の変名は橋直輔。
加治木島津家の分家に生まれ、薩摩藩第一次英国留学生の一人としてロンドンに留学、戊辰戦争では砲兵隊を率いて東北戦争・箱館戦争に従軍する。維新後は開拓使に勤め、日本初の低温発酵ビールを製造した「開拓使麦酒醸造所（サッポロビールの前身）」の設立に携わるが、突如退官した後、家族を捨て一人放浪し、最後は神戸で行旅死亡人として死去した。

## 系譜
天保13年（1842年）10月、薩摩藩御一門である加治木島津家の分家・村橋久柄（ひさえ）の嫡男として生まれる。村橋家は、加治木島津家第三代・島津久季の三男・久昌が村橋姓を名乗ったのにはじまる家で、藩内での家格は「寄合並」。嘉永元年（1848年）、父・久柄が琉球に赴任する途中で難破、行方不明となったため、6歳で村橋家の家督を継ぐ。

## 英国への留学

若き薩摩の群像

御小姓組番頭であった元治2年（1865年）1月、藩命により薩摩藩第一次英国留学生の一人に加えられる。村橋は以前から留学を夢見ていたわけでなく、十分な心の準備もなかったが、当初命じられた同僚の島津織之助、高橋要が固辞したため補充として選ばれた。その際の変名は「橋直輔」。命じられた翌日に鹿児島を出発し串木野郷（現・いちき串木野市）羽島浦に滞留、3月、グラバー商会所有の「オースタライエン号」に乗船し密出国する。香港・シンガポール・スエズを経て、5月にロンドンに到着。最初は海軍学、後に陸軍学を専門とする。8月にはロンドン大学ユニヴァーシティ・カレッジの法文学部に入学する。
しかし西洋文明に対するカルチャーショックからノイローゼとなり、慶応2年（1866年）5月、わずか1年で、外交使節として留学生とともにロンドンへ行った松木弘安とともに帰国した。なお、帰途、上海から海援隊・陸奥陽之助と同船する。
時期不明だが、弟・宗之丞に家督を譲る（宗之丞は戊辰戦争で戦死）。

## 戊辰戦争従軍
慶応4年（1868年）7月、加治木大砲隊長として250名の兵を率いて鹿児島を出発する。8月下旬に越後松崎浜（現・新潟市東区松崎）に上陸した後、新発田、米沢、上山、山形を転戦。東北戦争終結後、東京へ移動する。

### 箱館戦争
明治2年3月、黒田清隆らとともに軍艦春日に乗り東京を出発、青森に向かう。途中、宮古湾海戦で旧幕府軍の攻撃を受ける。青森到着後、旧幕軍征討青森口鎮撫総督府軍監となる。
4月16日、征討軍の第三陣として江差に上陸。二股口に向かい、土方歳三率いる旧幕府軍と戦う（二股口の戦い）。新政府軍が5月11日に箱館を制圧した後、5月12日、参謀・黒田清隆の命を受け、会津遊撃隊長・諏訪常吉の見舞と称して部下の池田次郎兵衛とともに箱館病院を訪ねる。そして病院長高松凌雲を通じて、五稜郭の榎本武揚と降伏交渉を行う。
5月18日に旧幕府軍が降伏して戊辰戦争が終結した後、軍監を免ぜられ、鹿児島に帰郷。戦功により400両の恩賞を受ける。

## 開拓使官吏
維新後、藩庁会計局出納方の出納奉行添役を務める。明治4年（1871年11月）、開拓使東京出張所に出仕。エドウィン・ダンやルイス・ベーマーの指導下、農業科付属の東京官園を管理する。

### 七重開墾場と琴似兵村の立ち上げ
明治6年（1873年）12月、ガルトネル開墾条約事件の舞台であった北海道の七重開墾場に赴き、測量と畑の区割りを行う。そして翌明治7年（1874年）、屯田兵創設に伴う札幌周辺の入植地を調査、琴似兵村の区割りを行う。明治8年（1875年）4月、七重開墾場と琴似兵村の立ち上げを終えて東京に戻り、開拓使が計画中の麦酒醸造所の建設責任者となる。

### 麦酒醸造所の設立
その頃、開拓使では、ドイツでビール製造技術を習得した中川清兵衛を雇い、北海道に自生していたホップを原料としたビールの醸造所を東京官園一号地（現在の青山学院大学周辺にあった）に建設することを計画。東京官園で試験的にビールを醸造し、成功の後、北海道に醸造所を造る方針であった。これに対し、村橋は、北海道のほうがビール造りに気候が適しており、かつ麦酒醸造所は北海道の産業振興が目的であることなどを挙げ、最初から北海道に建設すべきであると主張した。この意見が通り、札幌に麦酒醸造所が建設されることとなった。
明治9年5月、麦酒醸造所のほか、葡萄酒醸造所と製糸所を建設するため、職人らとともに札幌へ出発する。麦酒醸造所と葡萄酒醸造所を札幌の創成川の東、現在、サッポロファクトリーがあるところに建設、同年9月に完成させた。
10月には東京に戻り、ビールの受け入れ側に回る。翌年夏、「冷製札幌麦酒」と名付けられたビールが出来上がり、東京に運ばれて好評を得た。

### 辞職、そして放浪
ビール事業は軌道に乗り、明治11年（1878年）、札幌本庁の民事局副長となる。翌年病気のため熱海で療養、そのまま東京在勤となる。
明治13年（1880年）には東京出張所勧業試験場長に任ぜられるが、開拓使は事業期間満了（明治15年）を目前にして、黒田清隆の主導で麦酒醸造所など開拓使の施設を廉価で民間に払い下げる動きが水面下で進められつつあった（開拓使官有物払下げ事件）。こうした動きに失望したのか、明治14年（1881年）5月、突然開拓使を辞職。北海道知内村に設立された牧畜会社の社長に就任するが、その後、家族も捨てて托鉢僧となり、行脚放浪の旅に出た。

## 行き倒れの死
長年消息不明となった後、明治25年（1892年）9月25日、神戸市葺合村六軒道の路上で、所持品もなく、木綿シャツ1枚とほとんど裸の状態で倒れているところを警邏中の巡査に発見される。名前を尋ねられ、一旦「鹿児島県大隅国日当山33番地、川畑栄蔵」と偽名を名乗った後、再度問われ、「鹿児島塩屋村、村橋久成。妻はしゅう、長男は定太郎。村橋周右衛門、新納主税という親戚がいる」と名乗り倒れる。施療院に運び込まれたものの、9月28日死去。享年50。死因は肺結核および心臓弁膜病。
翌日、神戸墓地に仮埋葬される。神戸市役所で鹿児島に照会したものの該当者は無く、半月後の10月12日、神戸又新日報に行旅死亡人の広告が載せられた。そして10月18日には東京の新聞『日本』が「英士の末路」と題して、村橋の死を報じた。
新聞で村橋の死を知った黒田清隆は、神戸から遺体を東京に運び、10月23日、自ら葬儀を行った。遺体の搬送は開拓使時代の部下であった加納通広と村橋の次男・圭二が行い、葬儀には、黒田のほか、湯地定基（貴族院議員）、佐藤秀顕（逓信大臣秘書官）らが参列。陸奥宗光（外務大臣）、堀基（前北海道炭礦鉄道社長）、長谷部辰連（貴族院議員）、小牧昌業（奈良県知事）、調所広丈（鳥取県知事）、鈴木大亮（逓信次官）、永山武四郎（屯田司令官）、仁礼景範（海軍大臣）など、錚々たる面々が香典を出している。

## 銅像

残響

鹿児島と札幌に中村晋也作の銅像が建てられている。昭和57年（1982年）、鹿児島中央駅前東口広場に薩摩藩英国留学生の像『若き薩摩の群像』の一人として、そして、平成17年（2005年）、札幌市にある北海道知事公館前庭に村橋の胸像『残響』が建てられた。

## 小説
- 田中和夫『残響』北海道出版企画センター、1998年。 - 村橋が主人公。
- 吉村昭『夜明けの雷鳴』文芸春秋、2003年。ISBN 4-16-716938-X。 - 箱館戦争の降伏交渉の場面で村橋が登場する。
- 池永陽『北の麦酒ザムライ　日本初に挑戦した薩摩藩士』集英社、2018年。ISBN 978-4-08-745720-9。 - 村橋が主人公。